# Țara de dincolo de negură
Țara de dincolo de negură este o colecție de povestiri vânătorești scrise de Mihail Sadoveanu, care a fost publicată pentru prima oară în volum în anul 1926 de către Editura Cartea Românească din București. Unele ediții ulterioare ale colecției au fost completate cu câteva povestiri ce provin din volumul Istorisiri de vânătoare (1937).
Cartea a fost considerată un „memorial cinegetic”, fiind comparată cu Povestirile unui vânător (1852) de Ivan Turgheniev. Critica literară a elogiat descrierile poetice ale naturii de o deosebită sensibilitate și evocarea unei comuniuni indestructibile între om și natură.

## Rezumat

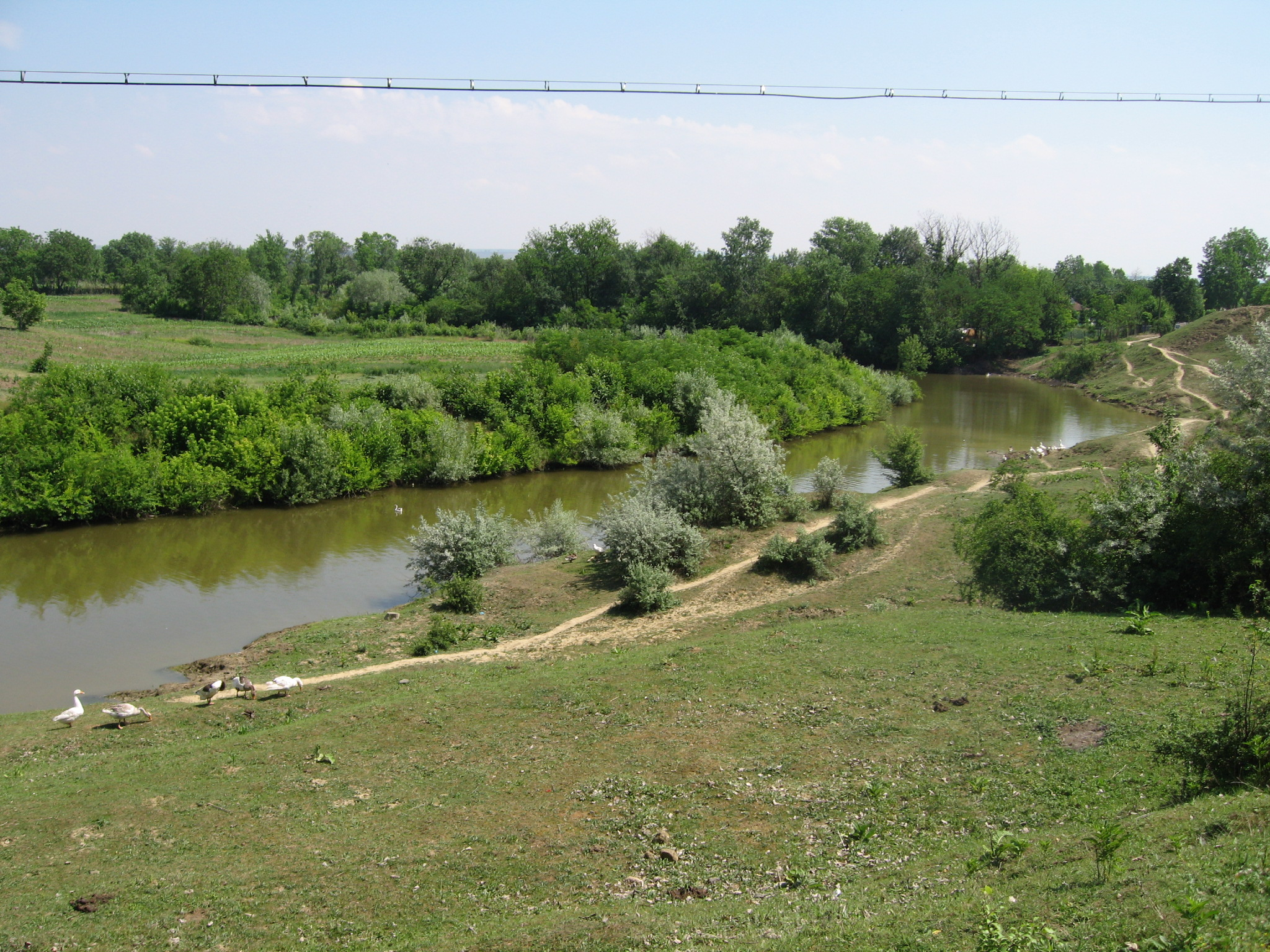
Zăvoaiele Jijiei, în care autorul a participat la vânători de rațe și gâște sălbatice.

Colecția de povestiri Țara de dincolo de negură a fost scrisă în scopul de a reaminti o serie de întâmplări adevărate trăite de Mihail Sadoveanu și de tovarășii săi în expedițiile lor de vânătoare; prozatorul constată cu regret că întâmplările petrecute în „Țara dincolo de negură” din bălțile Dunării și personajele cunoscute atunci au început să fie uitate de prietenul său George Topîrceanu și încearcă astfel să salveze acele amintiri chiar dacă trecerea timpului face ca poveștile să fie un pic înflorite.
Cea dintâi poveste vânătorească a fost auzită de autor în copilărie, pe când nu împlinise încă vârsta de 10 ani; într-o după-amiază de toamnă târzie, moș Ilie, un bătrân slujitor al familiei, îi povestește copilului cum a întâlnit în codru un inorog fioros, aprinzându-i imaginația. Scriitorul consemnează apoi prima sa experiență cinegetică, ce a avut loc la 27 martie 1894 în lunca Siretului, precum și ucenicia sa alături de moș Nechita Pușcașu.
Majoritatea povestirilor prezintă diferite expediții vânătorești ale autorului: o vânătoare de sitari întreruptă de ninsoare în pădurea Bârnova sau de ploaie în pădurea Boroșești, o vânătoare de lupi și de vulpi pe ploaie torențială în pădurea Brăești, o vânătoare de lupi pe ninsoare în râpa Cucoara din Poiana cu Schit, vânători de rațe și gâște sălbatice în bălțile de la vărsarea Jijiei în Prut, o vânătoare de gâște sălbatice în stufurile și bălțile de pe ostrovul Dranova, o vânătoare de iepuri pe dealurile de la Zahorna, o vânătoare de vulpi în văile Racovei, o vânătoare de prepelițe pe dealul Popricanilor sau o vânătoare de ierunci în munții Stânișoarei. Unele povestiri sunt amuzante precum descrierea încercărilor nereușite ale lui Tiberiu Voișel de a împușca un iepure după ce se lăudase anterior că nu ratează nici un foc, în timp ce altele sunt duioase, în special cele referitoare la câinii de vânătoare (basset-ul Kiki al morarului Neculai Bițoban, bătrânul brac Tom al cuconului Nicu Fantazie sau tânărul și speriosul prepelicar Cezar al lui Sadoveanu).
Scriitorul nu descrie însă doar propriile sale întâmplări, ci relatează și povestirile auzite de la alți vânători precum găsirea unor zimbri retrași în prăpastiile din munții Călimani și ezitarea unui vânător de a împușca un cocoș de munte în codrii pustii ai Rarăului. Alteori, el imaginează povești misterioase petrecute în vremuri imemorabile precum apărarea unui țarc de oi de către niște vânători preistorici migrați de la miazănoapte în luncile Siretului (în „Vânători de lupi, în veacuri vechi”) sau ultima expediție pe munte a unui bătrân vânător (în „Când a căzut moș Calistru, pe Deleleu”).

## Structură
Țara de dincolo de negură cuprindea în ediția originală din 1926 o dedicație intitulată „Mirajul” (adresată poetului George Topîrceanu) și 18 capitole numerotate cu cifre romane.
- Mirajul
- I. Maică-mea era mare farmazoană
- II. Ucenicie, într-o breaslă veche
- III. Poveștile de vânătoare sunt de la Dumnezeu
- IV. Vânători de lupi, în veacuri vechi
- V. April, - o clipă
- VI. Tovarășul meu Voișel e vrednic vânător, ca mulți alții
- VII. Sitarii, când prietinii mei se ceartă
- VIII. Ploaie, în păduri depărtate
- IX. Lupii de la Cucoara urmează un război neistovit
- X. Pasaj de rațe, sara
- XI. Gâște sălbatice, - adică numere incomensurabile
- XII. Oameni din bălți, lângă ostrovul lui Caliniuc
- XIII. Când a căzut moș Calistru, pe Deleleu
- XIV. Caprele lui Sfântu-Antonie
- XV. Vânt dinspre Căliman
- XVI. În singurătățile Rarăului a cântat cucoșul sălbatic
- XVII. Kiki dă examen în fața onoratei comisii
- XVIII. Tom a fost odată tânăr, ca și Kiki

Capitolele sunt independente unul de altul, dar legate intim prin același subiect: vânători diverse organizate în bălți, în păduri și la munte, prilej pentru autor de a descrie o natură luxuriantă și plină de viață și de a înfățișa tipuri caracteristice de vânători, inclusiv unele figuri mărețe.

## Preocupările vânătorești ale lui Sadoveanu

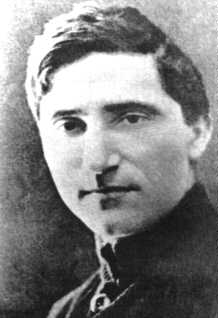
Poetul George Topîrceanu, tovarăș de vânătoare al lui Sadoveanu.

Mihail Sadoveanu a fost un vânător precoce, participând la prima sa expediție cinegetică pe când avea vârsta de 12 ani, după cum mărturisea mai târziu în volumul memorialistic Anii de ucenicie (1944). El a tradus în colaborare cu N.N. Beldiceanu volumul Povestiri vânătorești (1852) de Ivan Turgheniev; traducerea lor a fost publicată în 1901 de către Tipografia M. Saidman din Fălticeni, fiind semnată cu pseudonimul Ilie Pușcașu. Edițiile ulterioare ale traducerii au purtat titlul Povestirile unui vânător. Prozatorul a scris o prefață la ediția revizuită publicată în 1909 de către Institutul de Arte Grafice și Editură Minerva din București. În prefața traducerii el mărturisea că vânătoarea a fost o lungă perioadă pasiunea sa dominantă și își justifica entuziasmul juvenil pentru aceste povestiri ale lui Ivan Turgheniev atât prin subiectul său vânătoresc, cât și prin asemănarea între țăranii lui Turgheniev și țăranii moldoveni, a căror viață și soartă l-au preocupat încă de la începuturile sale literare.
Unul dintre tovarășii de vânătoare preferați ai lui Sadoveanu a fost poetul ieșean George Topîrceanu, căruia i-a fost dedicat cuvântul înainte de la volumul Țara de dincolo de negură și pe care romancierul îl considera în capitolul „Sitarii, când prietinii mei se ceartă” al aceleiași cărți „un sprinten și ager poet, foarte cunoscut prin umor, prin avânt și imaginație. Frânturi din versurile lui îndrăznețe zboară de pe toate buzele. În chestiile de vânătoare însă e spiritul cel mai realist cu putință, strângând totul în cleștele unei logici înfricoșate”. Topîrceanu i-a întors complimentul într-un răspuns publicat în volumul Scrisori fără adresă (1930) în care îi evidenția rezistența la oboseală, agerimea auzului și a văzului (simțuri foarte importante pentru un vânător), agilitatea mișcărilor ce contrasta cu masivitatea sa corporală și siguranța împușcăturilor, afirmând că Sadoveanu era singurul tovarăș de vânătoare cu care se împacă într-un mod desăvârșit.
Referindu-se la vânătoare și pescuit, Mihail Sadoveanu le considera îndeletniciri primitive care întăreau relația simbiotică între om și natură: „Pasiunea vânatului și a pescuitului ne vine de departe și de demult - așa de departe și așa de demult încât, cugetând, simt un aspru fior. Vine dintr-o epocă obscură și eroică, când tot ce au astăzi oamenii era numai o intenție în ochii, în mintea și-n brațul primilor luptători”. Ulterior, oamenii s-au îndepărtat de natură și de acele îndeletniciri, dar instinctul străvechi a rămas în interiorul oamenilor.
Vânătoarea și pescuitul au devenit în zilele noastre sporturi capabile să relaxeze omul modern în zilele libere de la sfârșit de săptămână; aceste îndeletniciri sunt mult mai plăcute și mai sănătoase deoarece se desfășoară în mijlocul naturii, spre deosebire de plimbările mondene de pe străzile poluate ale orașelor sau de jocurile de societate realizate în atmosfera îmbâcsită de fum de țigară din cluburile orășenești. Într-o prefață intitulată „Despre această țară și despre vânat și pescuit” datată 1 octombrie 1936 și care făcea parte din volumul Istorisiri de vânătoare (Ed. Cugetarea, București, 1937), prozatorul scria astfel: „Fără îndoială că vânatul și pescuitul sunt cele mai vechi sporturi, cu observația că s-au născut sub presiunea necesității și n-au devenit divertisment decât cu timpul. Pescuitul primitivilor era agerime; vânatul - forță și rezistență. Omul de azi nu mai întrebuințează aceste însușiri ca să-și agonisească hrana. Cu pește de undiță și cu mămăligă de râșniță nu te îngrași, cum foarte potrivit observă dictonul popular. Pământul și animalele domestice răspund îndestulător nevoilor lui de harnă; munca se cheltuiește în alte direcții, în domenii diverse cu meșteșuguri nouă; vânatul și pescuitul au rămas o patimă, cum spun țăranii noștri.”

## Publicare

### Prima ediție
Mihail Sadoveanu a publicat în anii 1924 și 1925 câteva povestiri vânătorești în revista săptămânală Lumea, pe care o fondase în noiembrie 1924 împreună cu Tudor Arghezi și George Topîrceanu. Povestirile au fost adunate într-un volum intitulat Țara de dincolo de negură, care a fost tipărit în 1926 de către Editura Cartea Românească din București.
În cuvântul înainte dedicat poetului George Topîrceanu, Mihail Sadoveanu îl dojenește pe acesta că a uitat de moș Procor (pescar lipovean evocat în povestirea „Oameni din bălți, lângă ostrovul lui Caliniuc”), precum și de alte persoane pe care le-au întâlnit mai demult cu prilejul expedițiilor cinegetice din „Țara de dincolo de negură” aflată în bălțile din Delta Dunării. Poetul a scris un răspuns intitulat „Țara de dincolo de negură” pe care l-a publicat în volumul de proză umoristică și pesimistă Scrisori fără adresă (1930); acel fragment de proză scurtă rememorează o vânătoare petrecută la începutul primăverii în „împărăția trestiilor dintre zăvoaiele Prutului și matca cea înșelătoare a Jijiei”, la care a luat parte împreună cu Sadoveanu, evocând cu acest prilej figura lui moș Gheorghe Barnea, pescar ce apare și în povestirea „Pasaj de rațe, sara” din volumul sadovenian. Topîrceanu afirmă că a notat chiar a doua zi amintirile de la acea vânătoare, care l-ar fi inspirat pe care Sadoveanu în scrierea volumului „Țara de dincolo de negură”.
Într-un post-scriptum, poetul afirmă că povestirile sadoveniene sunt „pagini de strălucitoare poezie”, recunoscând în același timp că îl uitase de mult timp pe moș Procor, cu care stătuse de vorbă într-una din călătoriile lor prin Delta Dunării, deoarece nu avea „un aparat de înregistrare atât de sensibil ca al tovarășului meu, căruia nimic nu-i scapă din câte-i trec pe dinainte și care ține minte ani întregi intonația unei fraze și gestul cu care un biet pescar bătrân și-a alungat un țânțar de pe frunte”.

### Ediții ulterioare
Unele ediții tipărite în anii '40 ai secolului al XX-lea au completat volumul Țara de dincolo de negură cu o prefață intitulată „Despre această țară și despre vânat și pescuit” datată 1 octombrie 1936 și cu alte zece povestiri adăugate la sfârșit („Vânători moldoveni la Brașov, acum un veac”, „Șorțul verde”, „Veverița”, „Intrarea în viață a lui Nelu”, „Singurătate”, „Cerbul meu”, „Sfat basarabean”, „Când vorbim de lup”, „Dihania singurătății”, „Vânătoarea, acum o sută de ani, în Moldova”). Ediția adăugită a cărții nu a mai avut capitolele numerotate, iar capitolul V („April, - o clipă”), plasat în prima ediție între capitolele „Vânători de lupi, în veacuri vechi” și „Tovarășul meu Voișel e vrednic vânător, ca mulți alții”, a fost reintitulat „Aprilie, o clipă” și a devenit capitolul final al colecției. Prefața și majoritatea celor zece povestiri adăugate ulterior (mai puțin „Dihania singurătății”) proveneau din volumul Istorisiri de vânătoare (Ed. Cugetarea, București, 1937), fiind preluate și acolo din Depărtări (1930).
O parte dintre povestiri („Mirajul”, „Sitarii, când prietinii mei se ceartă”, „Ploaie, în păduri depărtate”, „Pasaj de rațe, sara”, „Gâște sălbatice, - adică numere incomensurabile”, „Oameni din bălți, lângă ostrovul lui Caliniuc”, „În singurătățile Rarăului a cântat cucoșul sălbatic”, „Kiki dă examen în fața onoratei comisii”) au fost incluse apoi, alături de alte povestiri cu subiect asemănător, în volumul Povestiri pentru vînători și pescari, publicat în 1956 de Editura de Stat pentru literatură și artă (ESPLA) din București.
Operele lui Sadoveanu au fost retipărite în anii '50 ai secolului al XX-lea sub supravegherea autorului, într-un ciclu intitulat Opere. Țara de dincolo de negură a fost inclusă, alături de Venea o moară pe Siret și Hanu-Ancuței, în volumul 8 al ciclului sadovenian publicat în 1957 de Editura de Stat pentru literatură și artă din București. Ediția tipărită reia structura volumului din prima sa ediție, eliminând povestirile adăugate de editori în deceniul anterior. Cartea a fost reeditată ulterior fie în varianta sa originală, fie în varianta adăugită.

## Teme principale
Temele principale ale acestui volum sunt descrierea naturii și trăirea de către oameni a unui sentiment de comuniune cu natura. Criticii literari au afirmat în mai multe rânduri că Sadoveanu ar fi cel mai strălucit poet al naturii din literatura română.
Criticul Tudor Vianu constata că „creația literară a d-lui Sadoveanu nu este rodul unei lucrări de cabinet și a unei imaginații operând cu datele unei experiențe reduse. Ca mai înaintașii săi realiști și naturaliști, opera sa lucrează cu date directe, extrase dintr'o experiență continuă a naturii și oamenilor. Prin toată această operă circulă aerul viu și salubru al unei vieți libere și mobile”. Autorul a străbătut pământul românesc de la munte la șes, urmând cursurile apelor și vânând cocoșul sălbatic pe piscurile montane, iepurele în miriștile câmpiilor și lișița în bălți și în deltă.
Scriitorul are un sentiment al trecutului care coboară în timp până în vremurile primilor oameni când vânătoarea și pescuitul erau activități de bază ale existenței umane. Povestirile sale amestecă realitatea cu credința primitivă într-un mod sincer și melancolic, prezentând întâmplări ce par a proveni din alt veac. Vânătoarea și pescuitul reprezintă pentru autor ocazii de a călători în trecut și a se contopi în existența omului primordial.

### Descrierea naturii
Țara de dincolo de negură și Împărăția apelor reprezintă, în opinia scriitorului și publicistului Demostene Botez, „ogoarele cele mai dela capăt care nu s'au desțelenit, pe unde piciorul de om a călcat rar și pe unde trec azi aceiași oameni ca și acum câteva mii de ani”. Prioritatea în Țara de dincolo de negură sau în Împărăția apelor nu o constituie descrierea în sine, afirma Constantin Ciopraga, ci „poezia, fascinația clipei, fiorul existențial cu reverberații unice”. Originalitatea creației sadoveniene se datorează combinației incomparabile de lirism și reflecție, fiecare secundă părând a se înscrie pe o curbă a eternității. Scriitorul combină lirismul descrierilor cu reflecțiile cu privire la viața omului, notându-și propriile impresii și idei.
Mihail Sadoveanu realizează în acest volum descrieri picturale ale naturii de o deosebită sensibilitate, transfigurând poetic atât imaginea naturii, cât și contactul între om și natură. Garabet Ibrăileanu afirma că prozatorul scrie pagini de poezie pură în care combină obiectivitatea imaginii cu subiectivitatea sentimentului, receptând frumusețile creației. Povestirile din acest volum transmit o bucurie ritualizată a descoperirii naturii.
Natura evocată nu este picturală și rece, ci vie, cu o vegetație ce foșnește din cauza vântului și ploii sau a strecurării unor animale speriate. Autorul realizează descrieri foarte variate, insistând pe amănunte ce scapă privirii unui observator superficial. Personajele principale ale acestor povestiri sunt animalele sălbatice (lupii, caprele, rațele sălbatice, cocoșii de munte) sau cele domesticite (câinii), ale căror gesturi par descrise de un fin cunoscător al „psihologiei” animaliere. Între natură și om există o interacțiune permanentă: natura este umanizată, dar însuflețește la rândul ei omul.
Criticul Constantin Șăineanu consideră că cele mai impresionante povestiri sunt cel care se referă la o vânătoare de lupi, în care este ucisă o lupoaică cu șase pui, ceea ce-i amintește de poezia „La mort du loup” a lui Alfred de Vigny, și la o vânătoare de cocoși sălbatici în pustietățile Rarăului, în care un vânător bătrân îi mărturisește autorului că a ezitat să împuște această pasăre sperioasă din cauza faptului că a fost cuprins brusc de un fior de admirație.

### Comuniunea om-natură
„Mulți urmărind în special descripțiile de natură, care există, firește, cred că volumul e o colecție de tablouri, în vreme ce lectura
arată că pe primul plan sunt portretele de vânători, boiernași de țară (acei „odnodvortzî” din narațiunile lui Turgheniev), mici
funcționari, intelectuali, țărani săraci, robi (acei „krepostnîie” turghenievieni)”, afirma Alexandru Piru.
Oamenii care populează acest spațiu mitic (vânători și pescari) par a fi ei-înșiși elemente constitutive ale naturii, părând a proveni dintr-un trecut în care domnea un respect față de natură. Rămânând aproape de natură, ei au ajuns să-i cunoască tainele. Îndeletnicirile lor ancestrale și instinctul vânătoresc îi face să străbată munți, văi și bălți misterioase și îi întoarce către natură. Vânătorii leagă între ei camaraderii trainice care nu țin cont de ierarhia socială și sunt unite de aventurile comune transmise prin poveștile vânătorești narate domol lângă focurile din ceas de seară.
Relația care se stabilește între om și natură este una indestructibilă, neținând cont de bătrânețe sau de boală. Astfel, moș Calistru Pușcașu din povestirea „Când a căzut moș Calistru, pe Deleleu” este atât de vrăjit de codru încât simte că nu poate muri fără să-l mai vadă o dată, explicându-i unui flăcău astfel: „Eu, bre, o viață de om aici, subt codru, am petrecut-o. Eu cu pădurarii, cu cânii și cu sălbăticiunile. Știu eu că de-acu nu mai am mult, da' măcar să-mi mai fac odată cheful...”. Vânătorul Chirică Ciuntu, un personaj din povestirea „Vânt dinspre Căliman”, nu se lasă doborât de faptul că i-a fost tăiată o mână după ce a explodat țeava puștii și continuă să vâneze, folosindu-se de cealaltă mână. „Da' eu cum m-am văzut slobod, numa două zile am stat acasă la nevastă și pe urmă mi-am luat pușca cea cu țava crăpată și, coborând în târg la Folticeni, am dus-o la un neamț armurier, cunoscut al meu, i-am dat două pielcele de jder și el mi-o îndreptat-o; mi-o arămit-o și mi-o întărit-o, de vânez cu ea și-n ziua de azi ș-am s-o lăs și la nepoți. Am cercat-o să văd cum merge: mi-o plăcut. Am văzut că mă pot sluji cu brațu stâng - macar că aveam numai un mont; ș-am râs în sinea mea de vorbele doftorului”, povestește el.
Mihail Sadoveanu nu se mulțumește numai să descrie simple întâmplări petrecute la vânătoare, ci imaginează povești misterioase ce au loc în vremuri imemorabile precum apărarea unui țarc de oi de către niște vânători preistorici ce migraseră din depărtări necunoscute aflate la miazănoapte până în luncile Siretului (în „Vânători de lupi, în veacuri vechi”) sau povestirea unui vânător că a văzut zimbri în prăpăstiile inaccesibile din munții Călimani (în „Vânt dinspre Căliman”).
Patetismul inevitabil al evocărilor sadoveniene este corectat prin umor, autorul neezitând să apeleze la ironie și autoironie pentru a reduce subiectivitatea unor povestiri. Spre exemplu, atunci când descrie cu emoție și mândrie prima sa experiență cinegetică, autorul nu uită să consemneze cu ironie că i-a pătruns apă rece în cizme.

### Meditații grave
Anotimpurile prilejuiesc autorului realizarea unor meditații grave. Povestirea „Când a căzut moș Calistru, pe Deleleu” poate fi considerată o elegie pe tema morții. Sfârșitul bătrânului pușcaș Calistru are loc în momentul în care ultima zi de toamnă lasă loc zăpezii și se petrece solemn și firesc în mijlocul naturii, într-un mod asemănător cu acela din „Miorița”. Există mai multe semne premonitorii precum zăpada ce anticipează simbolic răceala morții sau tăcerea adâncă ce se așterne peste natură. „Îi împresură deodată o liniște adâncă. Cel dintâi omăt moale sta pe brădetul neclintit deasupra, și pe cărări era numai un pospai subțire. Nu s-auzea nici un sunet: munte și codru parcă muriseră. Așa merseră multă vreme suind tăcuți până ce băgară de seamă că lumina leșietică le punea pe obrazuri ca niște măști palide.” Sosirea morții se produce lin: „Ce ai, uncheșule? — N-am nimica. Mi-a venit vremea.”
Conștiința omului ce trăiește la munte capătă alte dimensiuni, trecând de la efemer la etern, într-o stare de liniște stăpânitoare.

## Aprecieri critice
Criticii literari au apreciat că originalitatea acestei scrieri o constituie tocmai lirismul său în evocarea realistă a unei lumi vegetale și animale vii care trăiește după alte reguli diferite de cele ale lumii contemporane. Romantismul liric al scrierii provine, potrivit criticului Pompiliu Constantinescu, din evadarea permanentă din constrângerea socială, din exaltarea forțelor primare ale naturii și din simplificarea psihologiei la vizualitate. Cartea este descrisă ca „un manual poetic de vânătoare, cu o serie de cuceritoare peisagii, câteva amintiri, povești eroice sau fantastice”. „Țara de dincolo de negură a d-sale este într'adevăr o regiune feerică, o lume de basm, cu o natură luxuriantă, bogată în plante minunate, în păsări exotice, în pești nemai văzuți, în vietăți și gângănii sclipitoare”, scria Constantin Șăineanu.
Criticul Garabet Ibrăileanu a scris o recenzie critică deosebit de elogioasă a acestui volum, afirmând că „Țara de dincolo de negură e una din cărțile cele mai plăcute ale d-lui Sadoveanu”, în care autorul „a pus tot ceia ce are mai bun în bagajul său de fapte: natură, oameni ai naturii și trecut. Și toată perfecția artei sale, ajunsă la maturitate”. Au fost elogiate descrierile pitorești de natură și evocarea vieții simple și arhaice a oamenilor ce locuiesc în pustietățile de codru sau de munte, imortalizate prin expresii de un lirism remarcabil. Criticul considera că Țara de dincolo de negură e „un cântec de la început și până la sfârșit, un cântec când triumfal, când melancolic”. El compară scrierea sadoveniană cu creațiile lui Eminescu și Hogaș.
Scriitorul spiritualizează materia, prezentând cu duioșie legătura dintre om și natură și condiționarea lor reciprocă care ajunge la o fuziune intimă. Natura dobândește astfel dimensiuni eroice și fantastice, fiind locul unde se petrec atâtea întâmplări ireale și misterioase, accesibile doar celor care nu și-au pierdut puritatea sufletească umană. Criticul George Călinescu constată că în scrierile lui Sadoveanu „căutarea singurătății nu mai e o asceză, ci un rafinament” ce produce o „stare de fericire statornică”, iar vânătoarea și pescuitul devin prilejuri de a te bucura de frumusețea naturii; scriitorul înlocuiește senzația de melancolie de tip eminescian în fața naturii cu o vitalitate de tip flamand, astfel că Moldova lui Sadoveanu poate fi comparată cu „Olanda pictorilor de acum câteva secole, cu oameni în zdrențe, umflându-se cu vin și contemplând cu ochi lacomi mari bucăți de cărnuri fripte”.
Prefațând o ediție recentă a acestui volum, Alex. Ștefănescu afirmă că recitirea cărții îi produce o „nestăpânită încântare”, deoarece imaginile descriptive ale naturii au „o frumusețe literară stupefiantă care le face să pară desprinse din poezia lui Eminescu”.
Cu toate acestea, au existat și unele opinii critice mai rezervate. Perpessicius remarca caracterul „când livresc, când oarecum artificios” al scrierii care se datora faptului că lipsea ceva din „acea împletire de umor discret și de poezie mistică” din Cocostârcul albastru.

## Traduceri
Volumul Țara de dincolo de negură a fost tradus în limba cehă (Země za mlhou. Povidky, SNDK, Praga, 1960; traducere de Otakar Jirauš). În plus, capitolul „Caprele lui Sfântu-Antonie” al acestei cărți a fost tradus în limba slovacă (Srny svätého Antona. Preložil, Príroda, Bratislava, 1971; traducere de Štefan Žolnay).